# Heteromysis kensleyi
Heteromysis kensleyi är en kräftdjursart som beskrevs av Modlin 1987. Heteromysis kensleyi ingår i släktet Heteromysis och familjen Mysidae. Inga underarter finns listade i Catalogue of Life.